# Tratatul de la Lisabona

Ordinea în care țările (marcate cu verde) au ratificat tratatul

Tratatul de la Lisabona sau Tratatul Lisabona (inițial cunoscut ca Tratatul de Reformă) este un tratat internațional care amendează cele două tratate ce constituie baza Uniunii Europene (UE). A fost semnat de toate statele membre ale Uniunii pe 13 decembrie 2007, intrând în vigoare la 1 ianuarie 2009. Tratatul amendează Tratatul de la Maastricht (1992), redenumit la Lisabona Tratatul privind Uniunea Europeană (TEU), și Tratatul de la Roma (1957), redenumit Tratatul pentru Funcționarea Uniunii Europene (TFEU). Tratatul de la Lisabona amendează toate tratatele legate de acestea două, alături de Tratatul privind înființarea Comunității Europene de Energie Atomică. 

## Introducere
Tratatul de la Lisabona a fost semnat de statele membre UE la 13 decembrie 2007 și a intrat în vigoare la 1 decembrie 2009. Tratatul amendează Tratatul privind Uniunea Europeană (cunoscut de asemenea și ca Tratatul de la Maastricht) și Tratatul de instituire a Comunității Economice Europene (cunoscut de asemenea și ca Tratatul de la Roma). În acest proces, Tratatul de la Roma a fost redenumit în Tratatul privind funcționarea Uniunii Europene.

## Istoric

### Ratificare
Pentru a intra în vigoare, tratatul necesita ratificat de toate statele membre UE. 
România a fost cel de-al treilea stat membru care să ratifice Tratatul, prin intermediul Legii pentru ratificarea Tratatului de la Lisabona.

## Schimbări
Principalele modificări au fost trecerea de la unanimitatea de voturi la votul cu majoritate calificată în mai multe domenii din cadrul Consiliului de Miniștri, o schimbare a calcului majorității, au fost acordate mai multe puteri Parlamentului European formând o legislatură bicamerală, alături de Consiliul de Miniștri în conformitate cu procedura legislativă ordinară, o personalitate juridică consolidată pentru UE și crearea unui președinte permanent al Consiliului European precum și un Înalt Reprezentant al Uniunii pentru Afaceri Externe și Politica de Securitate. De asemenea, Tratatul a acordat calitate legală Cartei Drepturilor Fundamentale a Uniunii Europene
Cele mai importante prevederi ale tratatului sunt următoarele:
- Uniunea Europeană va avea personalitate juridică (până acum doar Comunitatea Europeană avea);
- funcția de președinte al Consiliului European va fi transformată într-una permanentă de „Președinte al Uniunii”, cu un mandat de 2 ani și jumătate. Drept primul președinte a fost ales belgianul Herman Van Rompuy.
- va fi înființată funcția de ministru de externe al Uniunii, cu numele oficial de Înalt Reprezentant al Uniunii pentru politica comună externă și de securitate; drept prima ministru a UE a fost aleasă Catherine Ashton, Marea Britanie.
- numărul de comisari va fi redus cu o treime;
- se va modifica modalitatea de vot în cadrul Consiliului. Regulile stabilite în Tratatul de la Nisa rămân însă în vigoare până în 2014.

### Curtea de Justiție

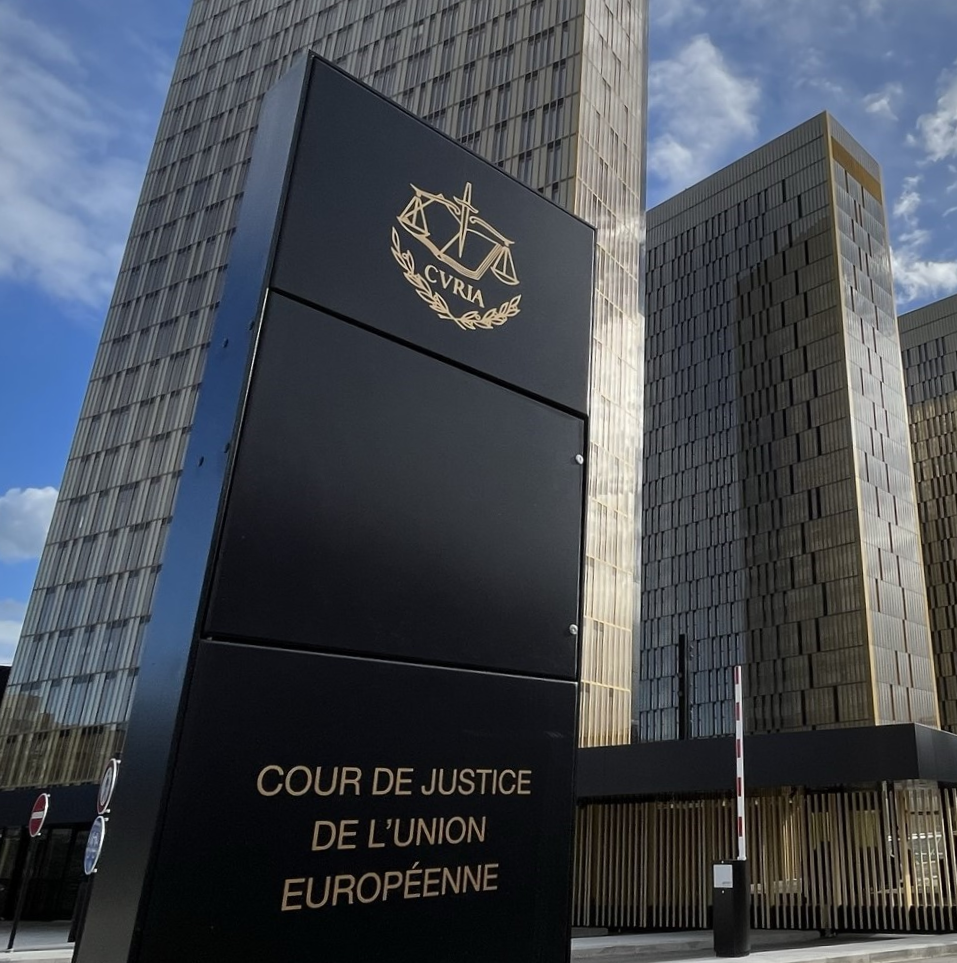
Prin Tratatul de la Lisabona este înființată Curtea de Justiție a Uniunii Europene.

Sub Tratatul de la Lisabona, Tribunalul de Primă Instanță este redenumit în Tribunalul General. Tribunalul Funcției Publice și Curtea Europeană de Justiție (cunoscută în trecut drept Curtea de Justiție a Comunităților Europene, și ea redenumită de tratat), alături de Tribunalul General, sunt re-organizate ca curți inferioare unei noi instituții, anume Curtea de Justiție a Uniunii Europene.
Competența curților a continuat să fie separată de chestiunea politicii externe și de securitate comună, cu toate că noi jurisdicții în ceea ce privește evaluarea măsurilor de politică externă, alături de anumite limitări adiacente spațiului de libertate, securitate și justiție.